# فهرست پردرآمدترین ورزشکاران فوربز
این فهرستی از ورزشکاران با بیشترین درآمد در جهان است که توسط مجله فوربز رتبه‌بندی شده‌است.

## لیست تمام دوران‌ها
لیست زیر بیشترین میزان پرداخت شده به ورزشکاران را از سال ۲۰۱۷ نشان می‌دهد:
این فهرست فقط دربارهٔ ورزشکاران مدرن است. به عنوان مثال گایوس اپیلیس دایکلز ارابه‌ران لوسیتانیا گفته شده که به ۳۵ هزار سسترسیزدرآمد داشته که بیش از ۱۵ میلیارد دلار ارزش امروزی آن است. این بدان معنی است که او پردرآمدترین ورزشکار تمام دوران‌هاست.
| رتبه | نام          | ورزش                | ملیت         | درآمد به میلیون دلار |
| ---- | ------------ | ------------------- | ------------ | -------------------- |
| ۱    | مایکل جردن   | بسکتبال             | ایالات متحده | ۱۸۵۰                 |
| ۲    | تایگر وودز   | گلف                 | ایالات متحده | ۱۷۰۰                 |
| ۳    | آرنولد پالمر | گلف                 | ایالات متحده | ۱۴۰۰                 |
| ۴    | جک نیکلاس    | گلف                 | ایالات متحده | ۱۲۰۰                 |
| ۵    | مایکل شوماخر | مسابقات اتومبیلرانی | آلمان        | ۱۰۰۰                 |
| ۶    | فیل میکلسون  | گلف                 | ایالات متحده | ۸۱۵                  |
| ۷    | کوبی برایانت | بسکتبال             | ایالات متحده | ۸۰۰                  |
| ۷    | دیوید بکهام  | فوتبال              | انگلستان     | ۸۰۰                  |
| ۹    | فلوید می‌ودر  | مشت زنی             | ایالات متحده | ۷۸۵                  |
| ۱۰   | شکیل اونیل   | بسکتبال             | ایالات متحده | ۷۳۵                  |

## لیست ۲۰۱۸
| رتبه | نام               | ورزش               | ملیت          | جمع              | حقوق و دستمزد    | تاییدیه‌ها      |
| ---- | ----------------- | ------------------ | ------------- | ---------------- | ---------------- | -------------- |
| ۱    | فلوید میوئیدر     | بوکس               | ایالات متحده  | ۲۸۵ میلیون دلار  | ۲۷۵ میلیون دلار  | ۱۰ میلیون دلار |
| ۲    | لیونل مسی         | فوتبال             | آرژانتین      | ۱۱۱ میلیون دلار  | ۸۴ میلیون دلار   | ۲۷ میلیون دلار |
| ۳    | کریستیانو رونالدو | فوتبال             | پرتغال        | ۱۰۸ میلیون دلار  | ۶۱ میلیون دلار   | ۴۷ میلیون دلار |
| ۴    | کنور مک گرگور     | هنرهای رزمی ترکیبی | جمهوری ایرلند | ۹۹ میلیون دلار   | ۸۵ میلیون دلار   | ۱۴ میلیون دلار |
| ۵    | نیمار             | فوتبال             | برزیل         | ۹۰ میلیون دلار   | ۷۳ میلیون دلار   | ۱۷ میلیون دلار |
| ۶    | لبران جیمز        | بسکتبال            | ایالات متحده  | ۸۵٫۵ میلیون دلار | ۳۳٫۵ میلیون دلار | ۵۲ میلیون دلار |
| ۷    | راجر فدرر         | تنیس               | سوئیس         | ۷۷٫۲ میلیون دلار | ۱۲٫۲ میلیون دلار | ۶۵ میلیون دلار |
| ۸    | استفن کری         | بسکتبال            | ایالات متحده  | ۷۶٫۹ میلیون دلار | ۳۴٫۹ میلیون دلار | ۴۲ میلیون دلار |
| ۹    | مت رایان          | فوتبال آمریکایی    | ایالات متحده  | ۶۷٫۳ میلیون دلار | ۶۲٫۳ میلیون دلار | ۵ میلیون دلار  |
| ۱۰   | متی استفورد       | فوتبال آمریکایی    | ایالات متحده  | ۵۹٫۵ میلیون دلار | ۵۷٫۵ میلیون دلار | ۲ میلیون دلار  |

## لیست ۲۰۱۷
| رتبه | نام               | ورزش                | ملیت         | جمع              | حقوق و دستمزد    | تاییدیه‌ها      |
| ---- | ----------------- | ------------------- | ------------ | ---------------- | ---------------- | -------------- |
| ۱    | کریستیانو رونالدو | فوتبال              | کشور پرتغال  | ۹۳ میلیون دلار   | ۵۸ میلیون دلار   | ۳۵ میلیون دلار |
| ۲    | لبران جیمز        | بسکتبال             | ایالات متحده | ۸۶٫۲ میلیون دلار | ۳۱٫۲ میلیون دلار | ۵۵ میلیون دلار |
| ۳    | لیونل مسی         | فوتبال              | آرژانتین     | ۸۰ میلیون دلار   | ۵۳ میلیون دلار   | ۲۷ میلیون دلار |
| ۴    | راجر فدرر         | تنیس                | سوئیس        | ۶۴ میلیون دلار   | ۶ میلیون دلار    | ۵۸ میلیون دلار |
| ۵    | کوین دورانت       | بسکتبال             | ایالات متحده | ۶۰٫۶ میلیون دلار | ۲۶٫۶ میلیون دلار | ۳۴ میلیون دلار |
| ۶    | اندرو شانس        | فوتبال آمریکایی     | ایالات متحده | ۵۰ میلیون دلار   | ۴۷ میلیون دلار   | ۳ میلیون دلار  |
| ۶    | روری مکیلروی      | گلف                 | ایرلند شمالی | ۵۰ میلیون دلار   | ۱۶ میلیون دلار   | ۳۴ میلیون دلار |
| ۸    | استفن کری         | بسکتبال             | ایالات متحده | ۴۷٫۳ میلیون دلار | ۱۲٫۳ میلیون دلار | ۳۵ میلیون دلار |
| ۹    | جیمز هاردن        | بسکتبال             | ایالات متحده | ۴۶٫۶ میلیون دلار | ۲۶٫۶ میلیون دلار | ۲۰ میلیون دلار |
| ۱۰   | لوئیس همیلتون     | مسابقات اتومبیلرانی | انگلستان     | ۴۶ میلیون دلار   | ۳۸ میلیون دلار   | ۸ میلیون دلار  |

## لیست ۲۰۱۶
| رتبه | نام               | ورزش            | ملیت         | جمع              | حقوق و دستمزد    | تاییدیه‌ها      |
| ---- | ----------------- | --------------- | ------------ | ---------------- | ---------------- | -------------- |
| ۱    | کریستیانو رونالدو | فوتبال          | کشور پرتغال  | ۸۸ میلیون دلار   | ۵۶ میلیون دلار   | ۳۲ میلیون دلار |
| ۲    | لیونل مسی         | فوتبال          | آرژانتین     | ۸۱٫۴ میلیون دلار | ۵۳٫۴ میلیون دلار | ۲۸ میلیون دلار |
| ۳    | لبران جیمز        | بسکتبال         | ایالات متحده | ۷۷٫۲ میلیون دلار | ۲۳٫۲ میلیون دلار | ۵۴ میلیون دلار |
| ۴    | راجر فدرر         | تنیس            | سوئیس        | ۶۷٫۸ میلیون دلار | ۷٫۸ میلیون دلار  | ۶۰ میلیون دلار |
| ۵    | کوین دورانت       | بسکتبال         | ایالات متحده | ۵۶٫۲ میلیون دلار | ۲۰٫۲ میلیون دلار | ۳۶ میلیون دلار |
| ۶    | جوکوویچ نواک      | تنیس            | صربستان      | ۵۵٫۸ میلیون دلار | ۲۱٫۸ میلیون دلار | ۳۴ میلیون دلار |
| ۷    | کام نیوتون        | فوتبال آمریکایی | ایالات متحده | ۵۳٫۱ میلیون دلار | ۴۱٫۱ میلیون دلار | ۱۲ میلیون دلار |
| ۸    | فیل مکیلسون       | گلف             | ایالات متحده | ۵۲٫۹ میلیون دلار | $ ۲٫۹ میلیون     | ۵۰ میلیون دلار |
| ۹    | اردن اسپیته       | گلف             | ایالات متحده | ۵۲٫۸ میلیون دلار | ۲۰٫۸ میلیون دلار | ۳۲ میلیون دلار |
| ۱۰   | کوبه بریانت       | بسکتبال         | ایالات متحده | ۵۰ میلیون دلار   | ۲۵ میلیون دلار   | ۲۵ میلیون دلار |

## لیست ۲۰۱۵
| رتبه | نام               | ورزش    | ملیت         | جمع              | حقوق و دستمزد    | تاییدیه‌ها      |
| ---- | ----------------- | ------- | ------------ | ---------------- | ---------------- | -------------- |
| ۱    | فلوید میوئیدر     | بوکس    | ایالات متحده | ۳۰۰ میلیون دلار  | ۲۸۵ میلیون دلار  | ۱۵ میلیون دلار |
| ۲    | مانی پاکویو       | بوکس    | فیلیپین      | ۱۶۰ میلیون دلار  | ۱۴۸ میلیون دلار  | ۱۲ میلیون دلار |
| ۳    | کریستیانو رونالدو | فوتبال  | کشور پرتغال  | ۷۹٫۶ میلیون دلار | ۵۲٫۶ میلیون دلار | ۲۷ میلیون دلار |
| ۴    | لیونل مسی         | فوتبال  | آرژانتین     | ۷۳٫۸ میلیون دلار | ۵۱٫۸ میلیون دلار | ۲۲ میلیون دلار |
| ۵    | راجر فدرر         | تنیس    | سوئیس        | ۶۷ میلیون دلار   | ۹ میلیون دلار    | ۵۸ میلیون دلار |
| ۶    | جیمز له برون      | بسکتبال | ایالات متحده | ۶۴٫۸ میلیون دلار | ۲۰٫۸ میلیون دلار | ۴۴ میلیون دلار |
| ۷    | کوین دورانت       | بسکتبال | ایالات متحده | ۵۴٫۱ میلیون دلار | ۱۹٫۱ میلیون دلار | ۳۵ میلیون دلار |
| ۸    | فیل مکیلسون       | گلف     | ایالات متحده | ۵۰٫۸ میلیون دلار | $ ۲٫۸ میلیون     | ۴۸ میلیون دلار |
| ۹    | تایگر وودز        | گلف     | ایالات متحده | ۵۰٫۶ میلیون دلار | ۰٫۶ میلیون دلار  | ۵۰ میلیون دلار |
| ۱۰   | کوبه بریانت       | بسکتبال | ایالات متحده | ۴۹٫۵ میلیون دلار | ۲۳٫۵ میلیون دلار | ۲۶ میلیون دلار |

## لیست ۲۰۱۴
| رتبه | نام                  | ورزش            | ملیت         | جمع              | حقوق و دستمزد    | تاییدیه‌ها       |
| ---- | -------------------- | --------------- | ------------ | ---------------- | ---------------- | --------------- |
| ۱    | فلوید میوئیدر جونیور | مشت زنی         | ایالات متحده | ۱۰۵ میلیون دلار  | ۱۰۵ میلیون دلار  | ۰ دلار          |
| ۲    | کریستیانو رونالدو    | فوتبال          | کشور پرتغال  | ۸۰ میلیون دلار   | ۵۲ میلیون دلار   | ۲۸ میلیون دلار  |
| ۳    | لبران جیمز           | بسکتبال         | ایالات متحده | ۷۲٫۳ میلیون دلار | ۱۹٫۳ میلیون دلار | ۵۳ میلیون دلار  |
| ۴    | لیونل مسی            | فوتبال          | آرژانتین     | ۶۴٫۷ میلیون دلار | ۴۱٫۷ میلیون دلار | ۲۳ میلیون دلار  |
| ۵    | کوبه بریانت          | بسکتبال         | ایالات متحده | ۶۱٫۵ میلیون دلار | ۳۰٫۵ میلیون دلار | ۳۱ میلیون دلار  |
| ۶    | تبر وودز             | گلف             | ایالات متحده | ۶۱٫۲ میلیون دلار | ۶٫۲ میلیون دلار  | ۵۵ میلیون دلار  |
| ۷    | راجر فدرر            | تنیس            | سوئیس        | ۵۶٫۲ میلیون دلار | ۴٫۲ میلیون دلار  | ۵۲ میلیون دلار  |
| ۸    | فیل مکیلسون          | گلف             | ایالات متحده | ۵۳٫۲ میلیون دلار | ۵٫۲ میلیون دلار  | ۴۸ میلیون دلار  |
| ۹    | رافائل نادال         | تنیس            | اسپانیا      | ۴۴٫۵ میلیون دلار | ۱۴٫۵ میلیون دلار | ۳۰ میلیون دلار  |
| ۱۰   | مت رایان             | فوتبال آمریکایی | ایالات متحده | ۴۳٫۸ میلیون دلار | ۴۲ میلیون دلار   | ۱٫۸ میلیون دلار |

## لیست ۲۰۱۳
| رتبه | نام               | ورزش            | ملیت         | جمع              | حقوق و دستمزد    | تاییدیه‌ها      |
| ---- | ----------------- | --------------- | ------------ | ---------------- | ---------------- | -------------- |
| ۱    | تایگر وودز        | گلف             | ایالات متحده | ۷۸٫۱ میلیون دلار | ۱۳٫۱ میلیون دلار | ۶۵ میلیون دلار |
| ۲    | راجر فدرر         | تنیس            | سوئیس        | ۷۱٫۵ میلیون دلار | ۶٫۵ میلیون دلار  | ۶۵ میلیون دلار |
| ۳    | کوبه بریانت       | بسکتبال         | ایالات متحده | ۶۱٫۹ میلیون دلار | ۲۷٫۹ میلیون دلار | ۳۴ میلیون دلار |
| ۴    | جیمز له برون      | بسکتبال         | ایالات متحده | ۵۹٫۸ میلیون دلار | ۱۷٫۸ میلیون دلار | ۴۲ میلیون دلار |
| ۵    | درو بریز          | فوتبال آمریکایی | ایالات متحده | ۵۱ میلیون دلار   | ۴۰ میلیون دلار   | ۱۱ میلیون دلار |
| ۶    | آرون راجرز        | فوتبال آمریکایی | ایالات متحده | ۴۹ میلیون دلار   | ۴۳ میلیون دلار   | ۶ میلیون دلار  |
| ۷    | فیل مکیلسون       | گلف             | ایالات متحده | ۴۸٫۷ میلیون دلار | ۴٫۷ میلیون دلار  | ۴۴ میلیون دلار |
| ۸    | دیوید بکهام       | فوتبال انجمن    | انگلستان     | ۴۷٫۲ میلیون دلار | ۵٫۲ میلیون دلار  | ۴۲ میلیون دلار |
| ۹    | کریستیانو رونالدو | فوتبال انجمن    | کشور پرتغال  | ۴۴ میلیون دلار   | ۲۳ میلیون دلار   | ۲۱ میلیون دلار |
| ۱۰   | لیونل مسی         | فوتبال انجمن    | آرژانتین     | ۴۱٫۳ میلیون دلار | ۲۰٫۳ میلیون دلار | ۲۱ میلیون دلار |

## لیست ۲۰۱۲
| رتبه | نام                  | ورزش            | ملیت         | درآمد کل         | حقوق و دستمزد / برنده | تاییدیه‌ها      |
| ---- | -------------------- | --------------- | ------------ | ---------------- | --------------------- | -------------- |
| ۱    | فلوید میوئیدر جونیور | بوکسور          | ایالات متحده | ۸۵ میلیون دلار   | ۸۵ میلیون دلار        | ۰ دلار         |
| ۲    | مانی پاکویو          | مشت زنی         | فیلیپین      | ۶۲ میلیون دلار   | ۵۶ میلیون دلار        | ۶ میلیون دلار  |
| ۳    | تایگر وودز           | گلف             | ایالات متحده | ۵۹٫۴ میلیون دلار | ۴٫۴ میلیون دلار       | ۵۵ میلیون دلار |
| ۴    | جیمز له برون         | بسکتبال         | ایالات متحده | ۵۳ میلیون دلار   | ۱۳ میلیون دلار        | ۴۰ میلیون دلار |
| ۵    | راجر فدرر            | تنیس            | سوئیس        | ۵۲٫۷ میلیون دلار | ۷٫۷ میلیون دلار       | ۴۵ میلیون دلار |
| ۶    | کوبه بریانت          | بسکتبال         | ایالات متحده | ۵۲٫۳ میلیون دلار | ۲۰٫۳ میلیون دلار      | ۳۲ میلیون دلار |
| ۷    | فیل مکیلسون          | گلف             | ایالات متحده | ۴۷٫۸ میلیون دلار | ۴٫۸ میلیون دلار       | ۴۳ میلیون دلار |
| ۸    | دیوید بکهام          | فوتبال          | انگلستان     | ۴۶ میلیون دلار   | ۹ میلیون دلار         | ۳۷ میلیون دلار |
| ۹    | کریستیانو رونالدو    | فوتبال انجمن    | کشور پرتغال  | ۴۲٫۵ میلیون دلار | ۲۰٫۵ میلیون دلار      | ۲۲ میلیون دلار |
| ۱۰   | پیتون مانینگ         | فوتبال آمریکایی | ایالات متحده | ۴۲٫۴ میلیون دلار | ۳۲٫۴ میلیون دلار      | ۱۰ میلیون دلار |